# Petar Mihtarski
Petăr Mihtarski (bulgare : Петър Михтарски) (né le 15 juillet 1966 à Blagoevgrad en Bulgarie) est un footballeur professionnel bulgare.

## Biographie

### Club
Au niveau de sa carrière de club, il évolue au Pirin Blagoevgrad, au CSKA Sofia au Levski Sofia en Bulgarie. Il joue également dans la péninsule ibérique au Portugal et en Espagne au FC Porto, RCD Mallorca puis en Allemagne au VfL Wolfsburg.

### International
Il termine meilleur buteur du Festival International Espoirs en 1988 avec les Espoirs Bulgares. Ils s'inclineront en finale face à la France de Youri Djorkaeff. Il fait partie de l'équipe bulgare qui atteint les demi-finale de la coupe du monde 1994. 
Pour l'anecdote, il est le second joueur bulgare à ne pas avoir de « V » à la fin de son nom de famille à disputer une coupe du monde de football (le premier est Milko Gaydarski en 1970).